# ラミーガラ
ラミーガラ（リトアニア語: Ramygala）はリトアニアのパネヴェジース郡に属する都市。

## 概要
パネヴェジースとケダイネイを繋ぐ道路の中間にあり、パネヴェジースから24km南に位置する。面積は320ヘクタール。ネヴェジス川の支流の一つ、ウピーテ川が側を流れる丘陵にある。規模は小さく、2009年の調査によれば居住者の数は1700人を下回る。
ラミーガラという名が歴史上初めて言及されるのは13世紀のことである。1370年頃、ラミーガラの地はドイツ騎士団の侵略に脅かされていた。1500年より少し前、街で最初の教会が設立され、1503年、街に対してラミーガラという名称が用いられるようになる。
以後、少しずつ発展し、数年後には荘園を保有するようになる。16世紀末期には、定期市場を開催する特権を受けた。他のリトアニアの街と違って、ラミーガラは貴族の支配下に置かれることはなかった。どちらかと言うと、ヴィリニュス大聖堂（後年はヴィリニュス大学）に属していた。
1781年には、戦火で消失した教会の跡に新たな教会が設立され、それに続いて教区学校も建造された。20世紀になると更に拡張が実施され、2つの新たな学校施設とドミトリーが建造されて荘厳な施設となった。この学校は2005年にラミーガラ・ギムナジウムと命名されており、敷地内には歴史的文化物が奉納された博物館がある。
19世紀末には、3つの通路と祭壇を備えた、ゴシック・リヴァイヴァル様式の教会が新たに建造された。屹立する鐘楼が特徴であり、第二次世界大戦の戦火を被り破損したが、1950年代に再建された。